# Fyfield (Essex)
 (avril 2023).
Pour les articles homonymes, voir Fyfield.
Fyfield est un village et une paroisse civile de l'Essex, en Angleterre.